# Ogród Botaniczny w Szczecinie
Ogród Botaniczny w Szczecinie – szczeciński ogród botaniczny o wielowiekowej historii:

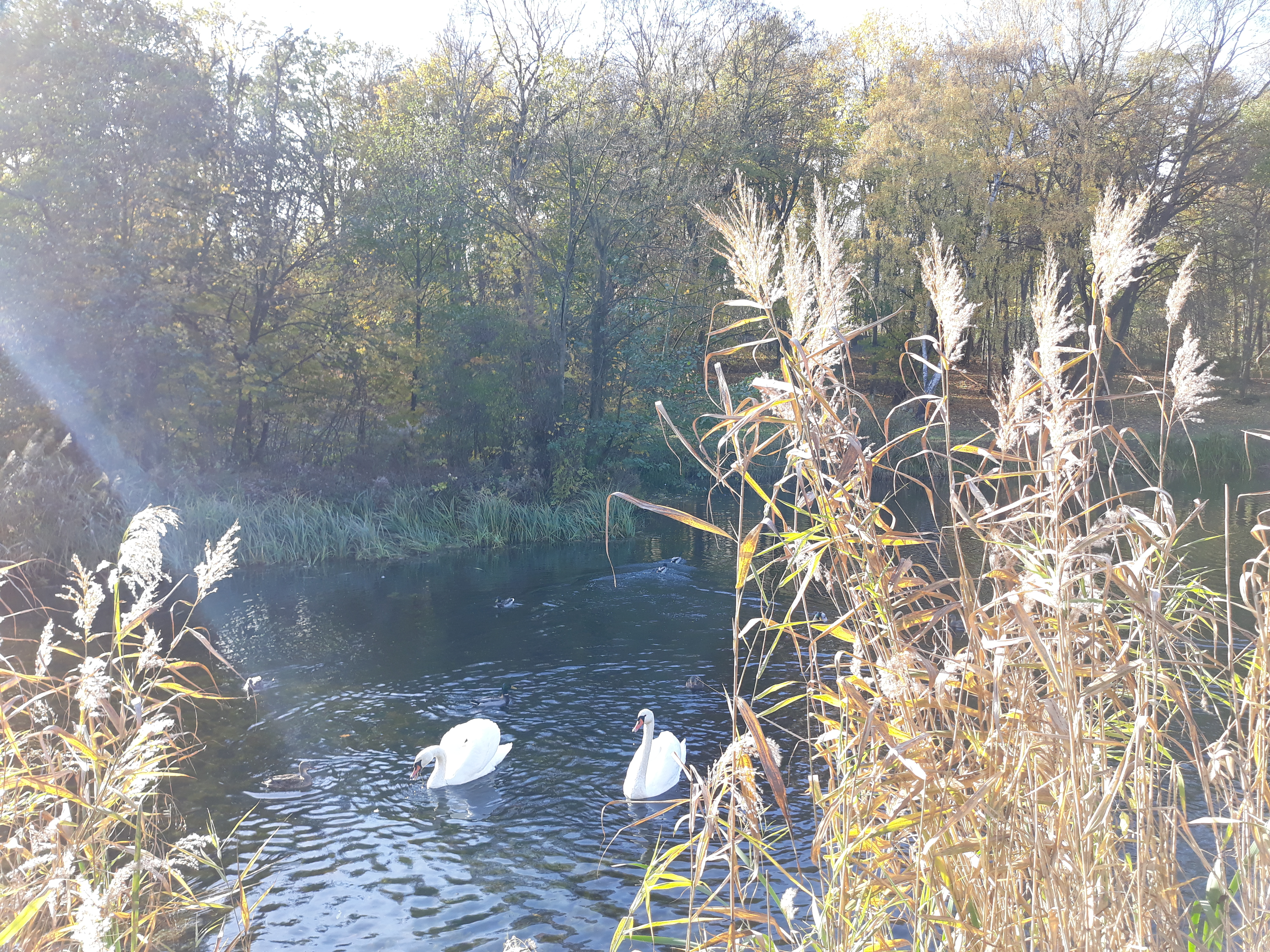
Jeden z Syrenich Stawów (październik 2018)

- na początku XVII wieku: utworzono na terenie wyspy Łasztownia (niem. Lastadie) ogród botaniczny Pedagogium Szczecińskiego (Schulgarten(inne języki)) o powierzchni ok. 1 ha[1]
- od 1926 roku: istniał ogród o powierzchni 2,5 ha, założony w szczecińskiej dzielnicy Westend (po wojnie Łękno)[1]
- współcześnie: podejmowane są próby stworzenia ogrodu zgodnego ze standardami Botanic Gardens Conservation International(inne języki) (BGCI)[2] i Rady Ogrodów Botanicznych i Arboretów w Polsce[3], zajmującego powierzchnię 55 ha na terenie „Zespołu Parków Kasprowicza-Arkoński” (w tym obszar d. Botanische Schulgarten oraz przedwojennego parku przy nieistniejącym budynku Sanatorium im. Ernsta Moritza Arndta)[a][4][5].

## Historia Ogrodu Botanicznego w Szczecinie
Historia szczecińskich ogrodów botanicznych rozpoczęła się w 1607 roku, gdy na wyspie Łasztownia utworzono pierwszy ogród szkolny (niem. Botanische Schulgarten). Obecnie „ogrodem botanicznym” lub „dawnym ogrodem botanicznym” jest nazywany teren ogrodu o pow. 2,5 ha położonego w Dolinie Niemierzyńskiej. Został utworzony w okresie międzywojennym na szczecińskim osiedlu Westend (Łękno). Po wojnie był traktowany jako część miejskiego parku. Obecnie planuje się jego włączenie do nowoczesnego dużego ogrodu botanicznego, odpowiadającego standardom BGCI i Rady Ogrodów Botanicznych i Arboretów w Polsce. Pierwszym etapem tych prac było utworzenie arboretum Syrenie Stawy.

### Lata 1607–1733
Najwcześniejsze informacje o Botanischer Garten na wyspie Łasztownia znaleziono w statutach Pedagogium Książęcego z roku 1607 oraz w ustawach szkolnych z tego roku (zob. książę Filip II, zwany Pobożnym, „ogrody książęce” na historycznej mapie Łasztowni). Na wniosek rektora Johannesa Micraeliusa utworzono w Pedagogium Zakład Nauk Przyrodniczych. W czerwcu 1665 uzyskano zgodę rządu szwedzkiego (zob. Europa po wojnie trzydziestoletniej) na wytyczenie dla Botanische Schulgarten terenu o wymiarach 435 × 238 stóp, położonego na wyspie Łasztownia (Lastadie, zob. historia ulicy Grosse Lastadie). Zamiar został zrealizowany po dwóch latach przez profesora medycyny, dr Zandera. Utworzony ogród (własność książęca, głównie surowce zielarskie i warzywnictwo, np. dyniowate) został zniszczony w roku 1677, podczas oblężenia Szczecina przez Brandenburczyków. W roku 1681 teren zwrócono Pedagogium. Ogród został przywrócony do użytku pod kierownictwem doktora Christiana Lembke (1696–1704) i ogrodnika J.O. Grassmana. W wydanym katalogu zamieszczono wykaz ponad 500 gatunków roślin.
Kolejna dewastacja nastąpiła w czasie III wojny północnej (1700–1721). W roku 1733 nowy właściciel (ogrodnik Meissner) sprzedał ogród za 2200 talarów Domowi Sierot Weissenhaus i pastorowi J.C. Schinmeierowi, proboszczowi Kościoła św. Jana Ewangelisty w Szczecinie.

### Lata 1926–1945

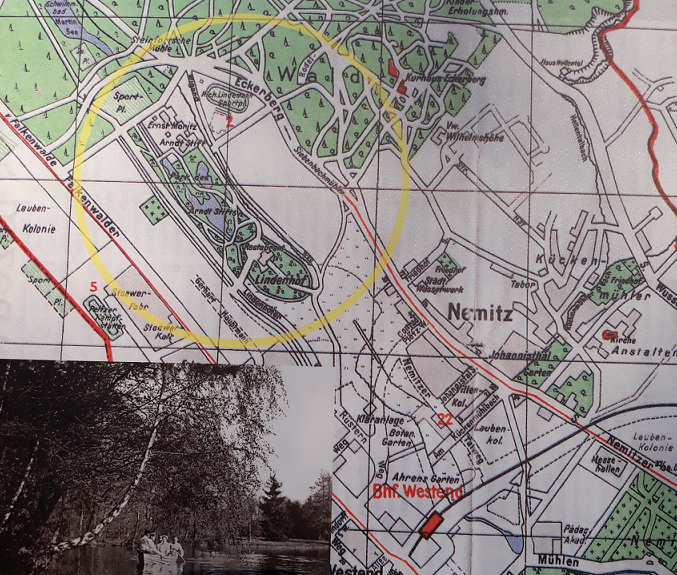
Dolina Niemierzyńska w 1931 roku (dawny Botanischer Garten – zob. otoczenie stacji kolejowej Bhf. Westend; żółty okrąg – obszar realizacji projektu Syrenie Stawy)

W I połowie XX wieku zaprojektowano ogród o pow. 2,5 ha, zajmujący część Doliny Niemierzyńskiej (zob. niem.Nemitz, po roku 1945 Niemierzyn). Urządzanie ogrodu na osiedlu Łękno (niem. Stettin-Westend) rozpoczęto w połowie lat 20. (ok. 1926 roku). Zrealizowano małe alpinarium oraz stanowisko roślinności wodnej. W cieplarni posadzono rośliny reprezentujące egzotyczną roślinność tropikalną, takie jak bananowiec, araukarie, cedry, cyprysy, cytryny i in. Prace nie zostały ukończone przed wybuchem II wojny światowej.

### Od roku 1945 do dzisiaj

#### Współczesny stan dawnego ogrodu botanicznego
Po zakończeniu wojny i przekazaniu Szczecina Polsce nieukończony ogród botaniczny był stopniowo dewastowany. Dopiero w połowie lat 50. Zarząd Zieleni Miejskiej wykonał prace porządkowe i przekazał teren do użytku publicznego jako część Parku Kasprowicza nazywaną „dawnym ogrodem botanicznym”. Dawny ogród mieści się kwartale dzisiejszych ulic: Jana Kochanowskiego, Słowiańska, Harcerzy, Serbska. Zajmuje powierzchnię 2,5 ha.

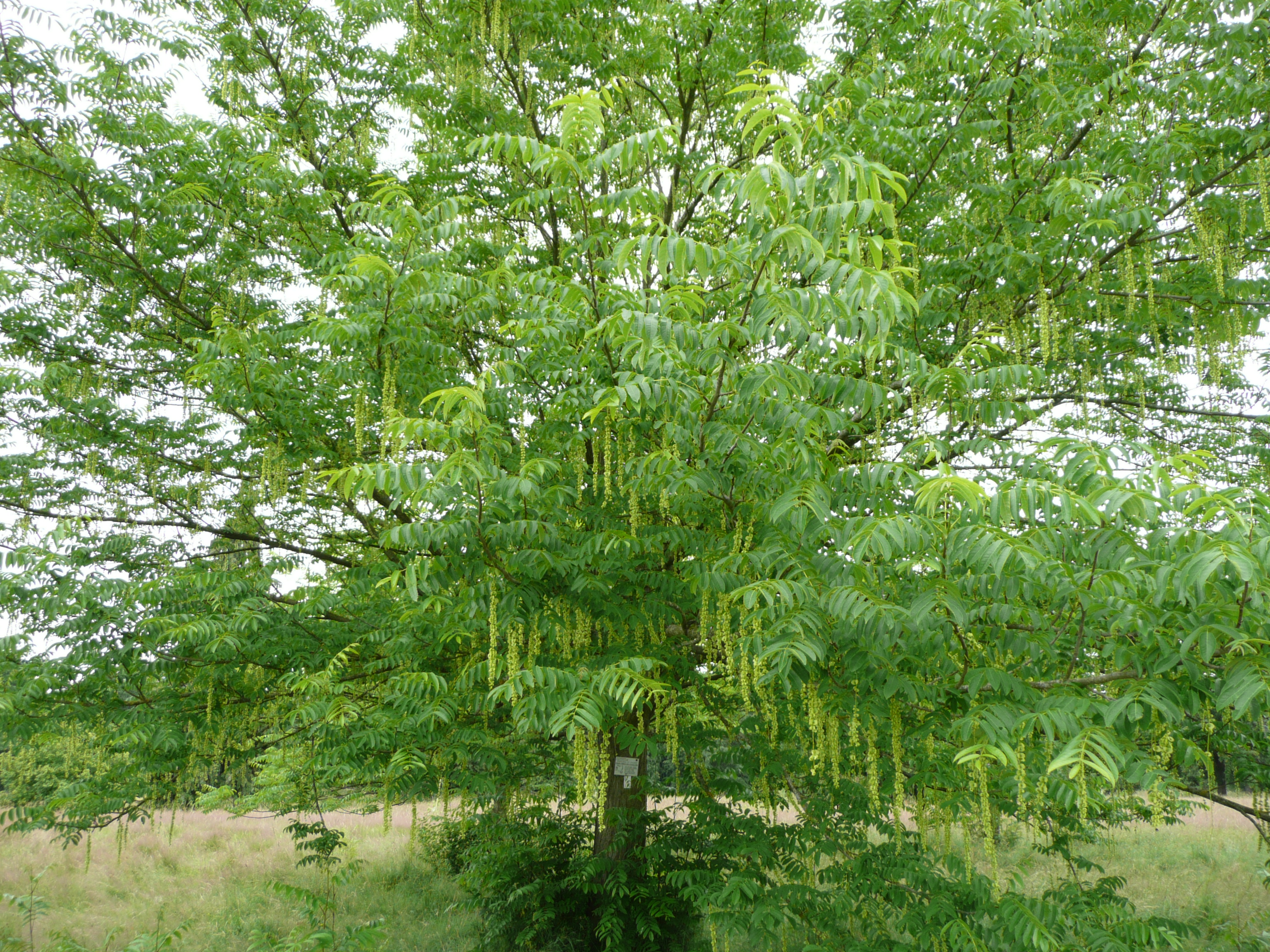
Skrzydłorzech kaukaski

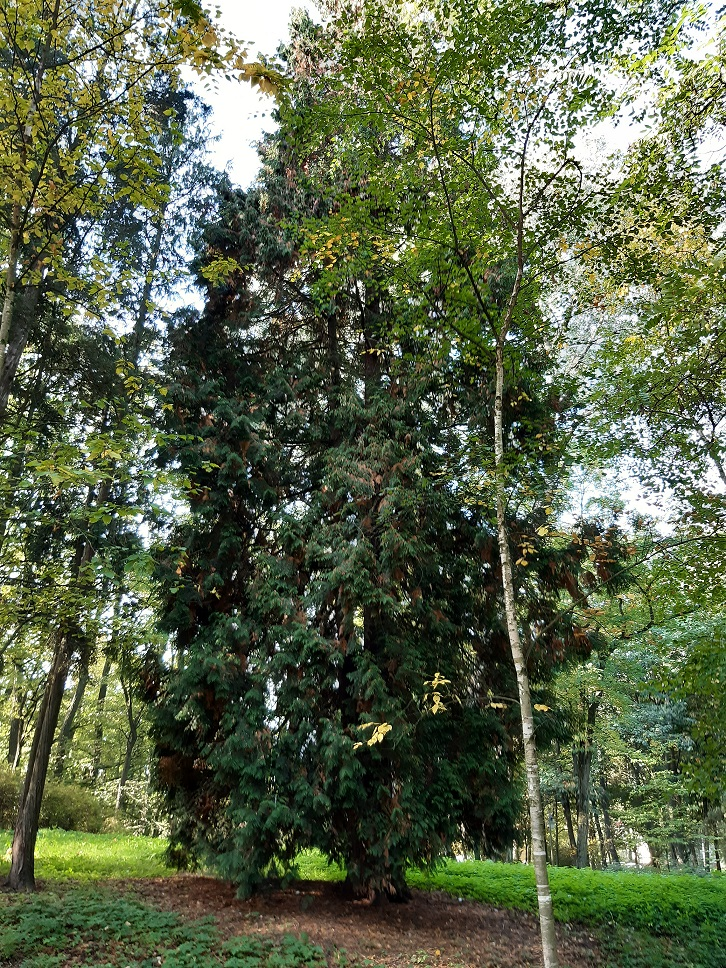
Żywotnik olbrzymi

Na terenie dawnego ogrodu rośnie około 136 gatunków i odmian drzew i krzewów. W części górnej, położonej bliżej ul. Jana Kochanowskiego rosną drzewa liściaste i iglaste (na wzniesieniach), natomiast w obniżeniu od strony ul. Słowiańskiej przeważają gatunki liściaste.
W dolnej części ogrodu rosnątulipanowiec amerykański, grujecznik japoński, skrzydłorzech kaukaski (największy okaz w Szczecinie), korkowiec amurski, brzoza żółta, ośnieża czteroskrzydła, dereń kousa, dereń rozłogowy, kalina hordowina, kalina koralowa, jaśminowiec wonny, tawlina jarzębolistna, morwa biała, śliwa wiśniowa, magnolia parasolowata, klon francuski, leszczyna turecka, klon jesionolistny w odmianie ‘Odessanum’ oraz ‘Variegatum’, jarząb domowy, grab pospolity, trzmielina oskrzydlona, pęcherznica kalinolistna, strączyn (Cladrastis kentukea, żółty).
W górnej części ogrodu rosnąwiązowiec zachodni, bożodrzew gruczołowaty, dereń jadalny, sosna czarna, sosna himalajska, platan klonolistny, a także: cyprysik nutkajski, cyprysik Lawsona, cyprysik groszkowy w odmianie pierzastej i szpilkowatej, żywotnik olbrzymi, jałowiec wirginijski, jodła grecka, glediczja trójcierniowa w formie bezbronnej, kasztan jadalny, brzoza błękitna Betula × caerulea (zob. Blau-Birke) oraz dąb czerwony.
Współcześnie tak małe ogrody botaniczne nie spełniają kryteriów Rady Ogrodów Botanicznych i Arboretów w Polsce (zob. lista ogrodów reprezentowanych w ROBiA).

#### Zmiany celów i zasad prowadzenia ogrodów botanicznych
W drugiej połowie XX wieku nastąpił szybki rozwój nauk biologicznych i pogłębienie wiedzy o strukturach ekosystemów. Wydarzeniami, które spowodowały duży wzrost aktywności specjalistów dziedzinie ochrony środowiska (również w Szczecinie) był Raport trzeciego Sekretarza Generalnego ONZ U Thanta, przedstawiony na XXIII sesji ONZ (1969) oraz rezultaty XII Międzynarodowego Kongresu Botanicznego (1975), na którym zobowiązano się ułatwić ochronę biosfery poprzez utworzenie globalnej sieci dużych ogrodów botanicznych. Stwierdzono, że zadania tych ogrodów nie powinny ograniczać się do obszaru edukacji przyrodniczej i ochrony gatunkowej roślin – jest niezbędna troska o ziemską biosferę. Zmieniły się również zasady prowadzenia ogrodów botanicznych, określane np. przez Botanic Gardens Conservation International (BGCI), a w Polsce przez działającą od 1972 roku Radę Ogrodów Botanicznych i Arboretów. Rada (ROBiA) ocenia polskie ogrody botaniczne w świetle dokumentów ratyfikowanych przez władze państwowe i parlamentarne Rzeczypospolitej Polskiej, w tym m.in.:
- Deklaracji XII Międzynarodowego Kongresu Botanicznego (1975),
- Konwencji o Różnorodności Biologicznej uchwalonej na szczycie Ziemi w Rio de Janeiro (1992),
- Gran Canaria Declaration on Climate Change and Plant Conservation (2000),
- Deklaracji XVI Międzynarodowego Kongresu Botanicznego w Barcelonie (2004),
- Globalnego Planu Działania Ogrodów Botanicznych, przygotowanego przez Ogólnoświatową Organizację Botanic Gardens Conservation International (BGCI).

#### Planowanie i budowa szczecińskiego ogrodu botanicznego, spełniającego wymagania BGCI i ROBiA
W organizację nowoczesnego Ogrodu Botanicznego w Szczecinie zaangażował się w roku 1985 pierwszy rektor nowo utworzonego
Uniwersytetu Szczecińskiego, prof. Kazimierz Jaskot. Wkrótce rozpoczęła działalność Komisja, w skład której weszli: prof. Teresa Orecka (dziekan Wydziału Biologii i Nauk o Morzu), prof. Tadeusz Głazek, Marek Leda (przedstawiciel Miasta, krajoznawca) i prof. Aleksander Łukasiewicz – przewodniczący Rady Ogrodów Botanicznych i Arboretów PAN w latach 1975–1996. Wśród opracowań wykonanych w latach 1989–1995 w celu ustalenia nowej lokalizacji, struktury i zadań Ogrodu są wymieniane:
- Łukasiewicz A.: Ramowy program budowy nowoczesnego Ogrodu Botanicznego w Szczecinie (1991)
- Kmita L.: Kubaturowa część programu użytkowego (1993)
- Kmita L.: Przybliżone określenie wskaźników kosztów budowy Ogrodu Botanicznego w Szczecinie i jego etapizacja (1993)
- Ciaciura M.: Rozszerzony program budowy Ogrodu Botanicznego w Szczecinie (1991)
- Ciaciura M., Gliniak J., Leda M.: Inwentaryzacja dendrologiczna Parku Arkońskiego (1989)
- Ciaciura M., Zając A., Zając M.: Mapa fitosocjologiczna Lasu Arkońskiego (1990)
- Burakiewicz B.: Opracowanie działu dydaktycznego w planowanym Ogrodzie Botanicznym w Szczecinie (1995)
- Frąckowiak M.: Dobór gatunków górskich do planowanego alpinarium w przyszłym Ogrodzie Botanicznym w Szczecinie (1995)
- Kaciuba M.: Inwentaryzacja dendrologiczna Lasu Arkońskiego w Szczecinie (1995)
- Kmita L.: Koncepcja planu zagospodarowania przestrzennego Ogrodu Botanicznego w Szczecinie (1992)

W czasie długotrwałych porównawczych analiz cech „Wodozbioru” i „Parku Arkońskiego” jako rozważanych terenów pod budowę ogrodu korzystano z wcześniejszych prac prof. Aleksandra Łukasiewicza. Stwierdzono, że więcej argumentów przemawia za drugą z wymienionych lokalizacji.
W 1997 roku pełnomocnik Rektora US do spraw budowy Ogrodu Botanicznego w Szczecinie, prof. Marian Ciaciura (1937-2011), zorganizował Ogólnopolską Konferencję Dyrektorów Ogrodów Botanicznych i Arboretów, na której przedyskutowano różne kontrowersje związane z lokalizacją ogrodu i zorganizowano wizję lokalną.
Na oficjalnej stronie Ogrodu Botanicznego w Szczecinie zamieszczono m.in. opinię dr hab. Jerzego Puchalskiego, uczestniczącego w tej konferencji przewodniczącego Rady Ogrodów Botanicznych i Arboretów w Polsce. Prof. Puchalski poinformował, że:
„...po wizji terenu Rada Ogrodów Botanicznych w pełni zaakceptowała propozycję przedstawioną przez Wydziałową Komisję WNP w 1989 r.
W lipcu 2006 roku Rektorzy Uniwersytetu Szczecińskiego i Akademii Rolniczej w Szczecinie powołali Międzyuczelnianą Radę Programową pod przewodnictwem prof. Mariana Ciaciury. Już 9 listopada 2006 Prezydent Miasta Szczecina Marian Jurczyk i rektorzy Uniwersytetu Szczecińskiego i Akademii Rolniczej podpisali – mimo istniejących kontrowersji – List Intencyjny w sprawie budowy i utrzymania Miejskiego Ogrodu Botanicznego w Szczecinie. W roku 2010 opublikowano w prasie informację: Trwają przygotowania do uruchomienia procedury przetargowej na wykonanie dokumentacji projektowej pt. „Koncepcja i projekt budowlano-wykonawczy budowy Arboretum na terenie Syrenich Stawów w Szczecinie”.

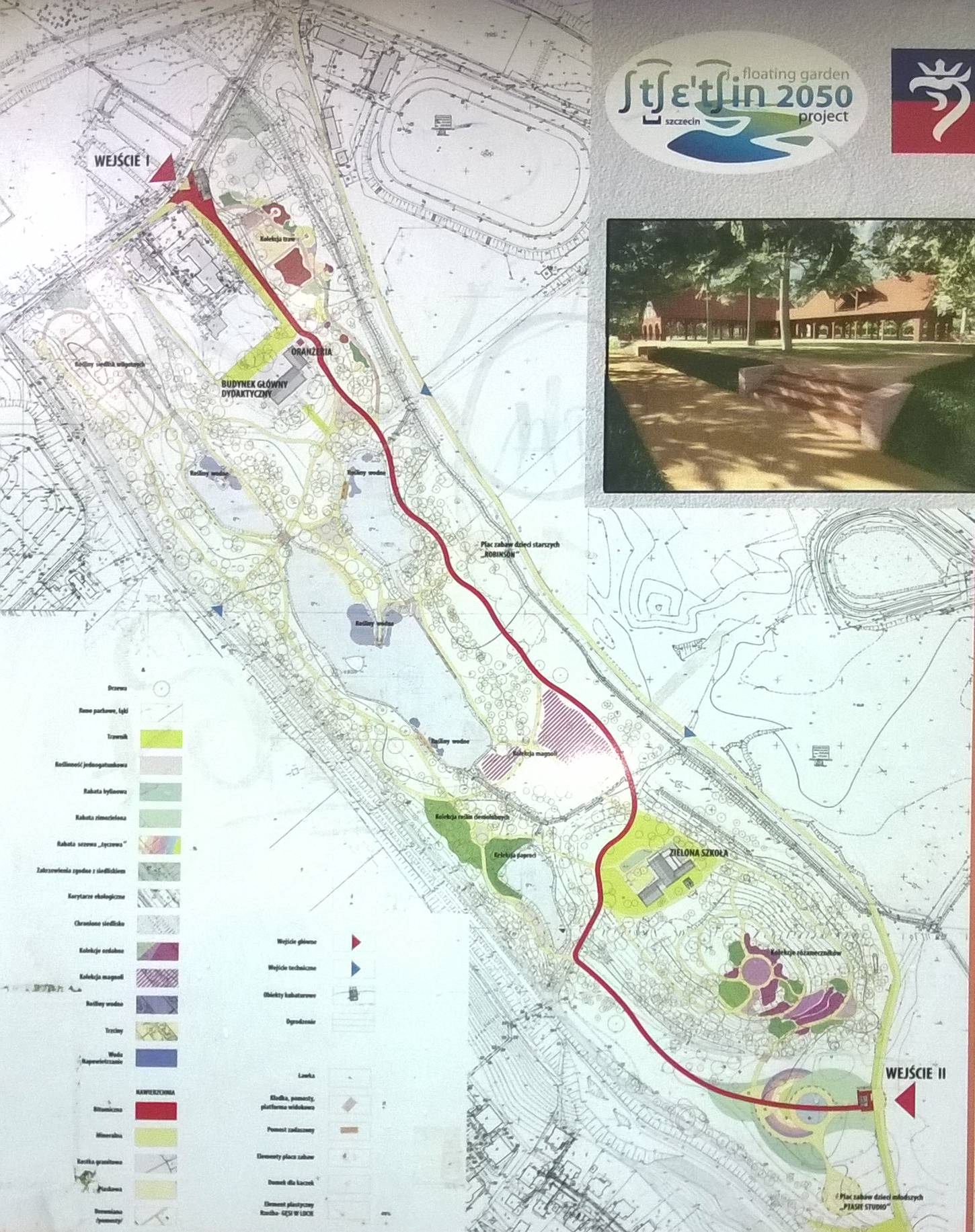
Fragment tablicy informacyjnej Arboretum Syrenie Stawy w roku 2015

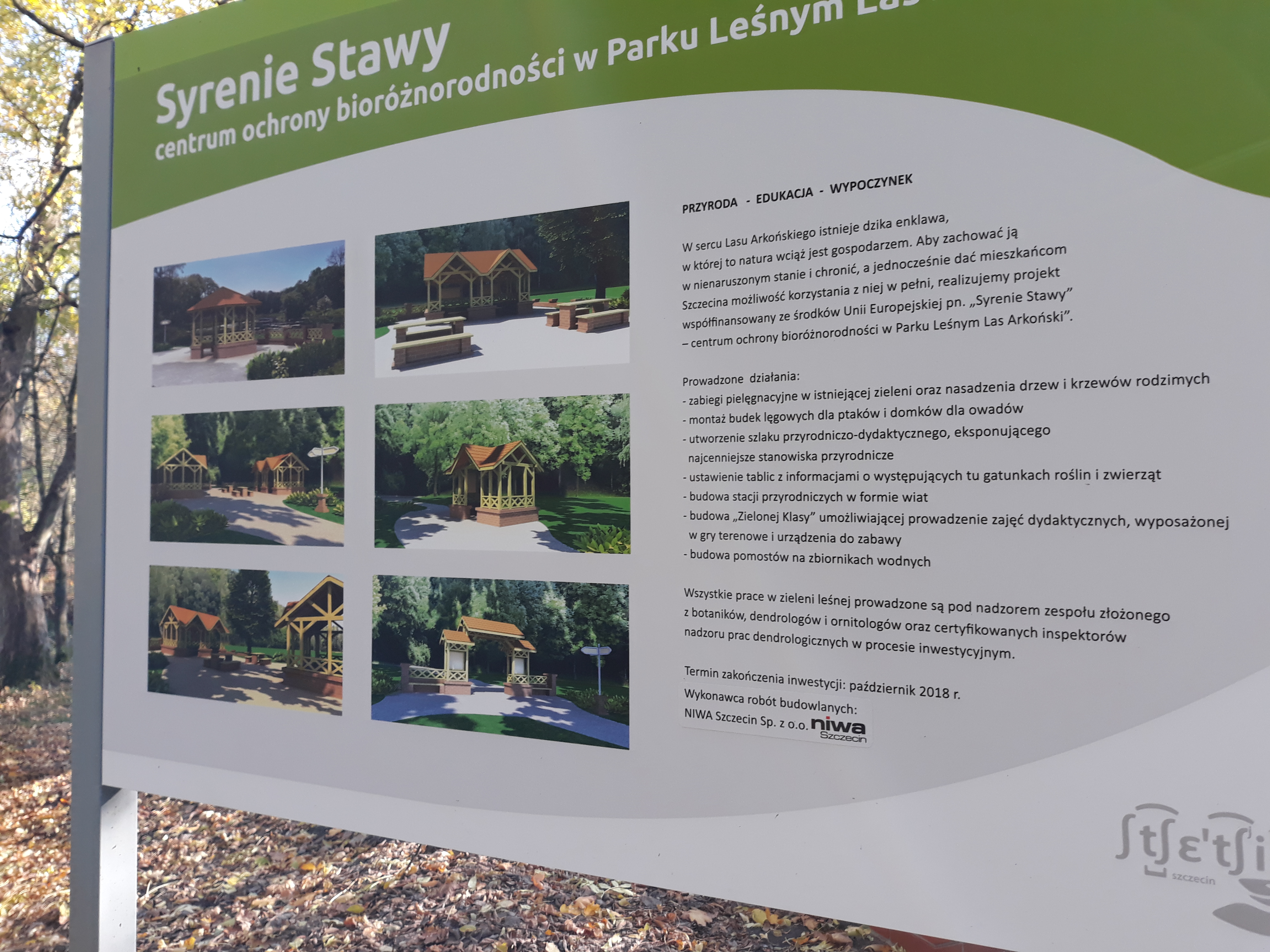
Tablica informacyjna w Arboretum Syrenie Stawy (2018)

Na tablicach informacyjnych Arboretum Syrenie Stawy brak informacji o planowanym połączeniu tego terenu z dawnym Ogrodem Botanicznym oraz o projektowanym zagospodarowaniu terenu leżącego między ulicą Arkońską i północną granicą terenu już eksploatowanego. Zgodnie z tym planem dotychczas niezrealizowane obiekty, to: 1 – budynek administracyjny, 2 – budynek wejścia głównego, 3 – budynek wejścia sezonowego, 4 – budynek pracowni i laboratorium, 5 – pawilony szklarniowe / palmiarnie, 6 – szklarnie, 7 – garaże, 8 – warsztaty, 9 – magazyny, 11 – kotłownia, 12 – inspekta. Do zakończenia realizacji uzgadnianego przez wiele lat programu budowy ogrodu nie doszło, czego nie uzasadnia śmierć profesorów Mariana Ciaciury i Aleksandra Łukasiewicza, którzy przez wiele lat współtworzyli ten program wspierając środowisko akademickie Szczecina. Przyczyną porzucenia planów był brak funduszy. W marcu 2016 roku w Kurierze Szczecińskim opublikowano artykuł pt. „Botanik” malowany, w którym napisano m.in.
Ponad 3 miliony złotych miasto już wydało na Arboretum „Syrenie Stawy”. Na ogród botaniczny, który nigdy w Szczecinie nie powstał. Od czterech lat jest gotowy tylko jego projekt. I choć urzędnicy doskonale wiedzą, że jest niemożliwy do realizacji bez wsparcia europejskich funduszy, to tylko raz o nie aplikowali. Tak skutecznie, że... nawet pozwolenie na budowę „botanika” zdążyło wygasnąć.
W maju 2021 roku o czekającym na realizację planie budowy palmiarni przy Syrenich Stawach przypomniano w czasie dyskusji Komisji ds. Kultury i Promocji nad projektem „Studium uwarunkowań i kierunków zagospodarowania przestrzennego Szczecina”. Była to reakcja na wcześniejszą propozycję utworzenia palmiarni – nowej atrakcji dla odwiedzających miasto – na wyspie Grodzkiej.
„Studium uwarunkowań i kierunków zagospodarowania przestrzennego Szczecina” z roku 2007 dopuszcza możliwość budowy części ogrodu botanicznego w rejonie Syrenich Stawów oraz Uroczyska Zdroje.